# Стадион Кубка мира (Кванджу)
«Стадио́н Ку́бка ми́ра» (Кванджу́) (кор. 광주월드컵경기장, англ. Gwangju World Cup Stadium) или «Стадион Гуса Хиддинка» — футбольный стадион на 44 118 мест, в южнокорейском Кванджу, построенный специально к чемпионату мира по футболу 2002 года и открытый в 2001 году. Главный стадион летней Универсиады 2015 года.
Во время ЧМ на стадионе прошли три матча, в числе которых и четвертьфинал Республика Корея — Испания, победив в котором корейцы сенсационно вышли в полуфинал мирового первенства. Позже в честь тогдашнего тренера сборной Республики Корея, ставшего в этой стране национальным героем, был переименован в том числе и этот стадион.
Домашняя арена для футбольного клуба «Кванджу».